# Matteo Taranto
Matteo Taranto (La Spezia, 23 dicembre 1976) è un attore e regista italiano.

## Biografia
Nel 2000 si diploma presso il Teatro Stabile di Genova e nel 2006 conduce un seminario presso l'associazione Arteatro sul Metodo Stanislavskij di Lee Strasberg.
L'anno del diploma segna anche il debutto in teatro nello spettacolo Don Giovanni diretto da Marco Sciaccaluga e prodotto dal Teatro Stabile di Genova. Partecipa anche ad altri due spettacoli: il Ii Tartufo, con la regia di Benno Besson, e I Reverendi di Sławomir Mrożek con la regia di Jerzy Stuhr.
Nel 2002 debutta nel cinema nel ruolo di Colas nel film Paz! diretto da Renato De Maria.
Fra il 2002 e 2005 è impegnato in diversi lavori televisivi, tra i quali Il bello delle donne in onda su Canale 5, per la regia di Maurizio Ponzi.
Nel 2004 veste i panni del brigadiere Moretti in Amanti e segreti su Rai 1, regia di Gianni Lepre, ed è nel cast del film tv Doppio agguato diretto da Renato De Maria.
Nel 2005 e 2006 è protagonista di due episodi nelle rispettive serie televisive Distretto di Polizia 5 e R.I.S. Roma - Delitti imperfetti.
Nel 2007 a teatro è protagonista della Phaedra di Seneca nelle vesti di Ippolito, regia di Giovanni Anfuso con Paola Pitagora, ma è anche impegnato nella sua prima regia e sceneggiatura teatrale dello spettacolo In viaggio con Enrico. Infine, nello stesso anno, partecipa alla sit-com Colpi di sole in onda su Rai 3.
Nel 2009 torna sul grande schermo con Mine vaganti diretto da Ferzan Özpetek, in cui Matteo ha il ruolo di Domenico. In televisione invece entra nel cast di Giochi sporchi diretto da David Emmer in onda su Rai 4.
Dal 2007 al 2012 inizia una intensa collaborazione teatrale con Alessandro Gassmann che lo vede partecipare a due opere teatrali: La parola ai giurati e Roman e il suo cucciolo.
Collabora attivamente con Amnesty International, Iran Human Rights ed è testimonial ufficiale di un gruppo di giovani paratleti alle Special Olympics.

## Teatro
- La bibliotecaria rapita di Miriam Formisano, regia di AnnaLaura Messeri (1997) Teatro Stabile di Genova
- Il drago di Evgenij Schwarz, regia di AnnaLaura Messeri (1997) Teatro Stabile di Genova
- Happy end di Dorothy Lane, regia di AnnaLaura Messeri (1998) Teatro Stabile di Genova
- Shakespeare in L…Erici di William Shakespeare, regia di Giuliano Vasilicò (1999)
- Le bizzarrie di Belisa di Lope De Vega, regia di AnnaLaura Messeri (2000) Teatro Stabile di Genova
- Don Giovanni di Molière, regia di Marco Sciaccaluga (2000) Teatro Stabile di Genova
- Il Tartuffo di Molière, regia di Benno Besson (2000/01) Teatro Stabile di Genova
- I Reverendi di Sławomir Mrożek, regia di Jerzy Stuhr (2001) Teatro Stabile di Genova
- The Sunshine, regia di Ennio Coltorti (2006) rassegna Teatro Valle
- Singles, regia di Rodolphe Sand (2006) Teatro de' Servi
- Adoro quello che fate, regia di Rodolphe Sand (2006) Teatro de' Servi
- In viaggio con Enrico Berlinguer, regia di Matteo Taranto (2007) Teatro Civico di La Spezia
- Phaedra di Seneca, regia di Giovanni Anfuso (2007) Molise Teatro nel ruolo di Ippolito
- La parola ai giurati, regia di Alessandro Gassmann (2007/08/09) Teatro Cometa - Teatro Stabile d'Abruzzo
- Roman e il suo cucciolo, regia di Alessandro Gassmann (2009/10/11) Teatro stabile del Veneto "Carlo Goldoni" - Teatro Stabile d'Abruzzo - Società per Attori
- A Steady Rain, regia di Matteo Taranto e Davide Paganini (2017)  Teatro Argot Studio
- Le ferite del vento, di Juan Carlos Rubio, regia di Alessio Pizzech (2022-2023)

## Filmografia

### Cinema
- Paz!, regia di Renato De Maria (2001)
- Mine vaganti, regia di Ferzan Özpetek (2009)
- Razzabastarda, regia di Alessandro Gassmann (2012)
- AmeriQua, regia di Giovanni Consonni e Marco Bellone (2013)
- Come il vento, regia di Marco Simon Puccioni (2013)
- Spectre, regia di Sam Mendes (2015)
- La macchinazione, regia di David Grieco (2016)

### Televisione
- Il bello delle donne 2, regia di Maurizio Ponzi (2001)
- Un papà quasi perfetto, regia di Maurizio Dell'Orso (2002)
- Doppio agguato, regia di Renato De Maria (2002)
- Il bello delle donne 3, regia di Maurizio Ponzi (2002)
- Amanti e segreti, regia di Gianni Lepre (2003)
- Cuore contro cuore, regia di Riccardo Mosca (2004)
- Il Grande Torino, regia di Claudio Bonivento (2005)
- Amanti e segreti 2, regia di Gianni Lepre (2005)
- Distretto di Polizia 5, regia Lucio Gaudino – serie TV, episodio 5x06 (2005)
- R.I.S. 3 - Delitti imperfetti, regia di Alexis Sweet - serie TV, episodio 3x03 (2007)
- Colpi di sole, regia di Mariano Lamberti (2007)
- Giochi sporchi, regia di David Emmer (2009)
- R.I.S. Roma 2 - Delitti imperfetti, regia di Francesco Micciché – serie TV, episodio  2x02 (2011)
- Rex 5, regia di Andrea Costantini (2011)
- Un posto al sole, registi vari (2012)
- Le mani dentro la città, regia di Alessandro Angelini (2014)
- Il restauratore 2, regia di Enrico Oldoini (2014)
- Provaci ancora prof! 6, regia di Enrico Oldoini (2015)
- Don Matteo 10, regia di Monica Vullo (2016)
- Il commissario Montalbano - serie TV, episodio: Come voleva la prassi (2017)
- Non uccidere, regia di Claudio Noce - serie TV, episodio 2x10 (2017)
- 1994, regia di Giuseppe Gagliardi - serie TV, episodio 3x03 (2019)
- Doc - Nelle tue mani – serie TV, episodio 1x13 (2020)
- Call My Agent - Italia - serie TV, episodio 2x02 (2024)
- Never too late - serie TV (2024)

### Cortometraggi
- Ex, regia di Tomaso Cariboni (2005)
- Il profondo sadismo di Dio, regia di Andrea Scaccia (2005)
- Oltre lo specchio, regia di Daniele Ceccarini e Mario Molinari (2016)
- Dipende tutto da, regia di Daniele Ceccarini (2021)

### Pubblicità
- Vodafone, McDonald's.
- Testimonial Ufficiale Campionato di Serie B ConTe.it (2015 – 2016)